# NGC 4278
NGC 4278 (другие обозначения — UGC 7386, MCG 5-29-62, ZWG 158.77, IRAS12175+2933, PGC 39764) — эллиптическая галактика (E1) в созвездии Волосы Вероники.
Этот объект входит в число перечисленных в оригинальной редакции «Нового общего каталога».
В галактике отсутствует подструктура; профили поверхностной яркости в ней однородны.